# Catherine Raney-Norman

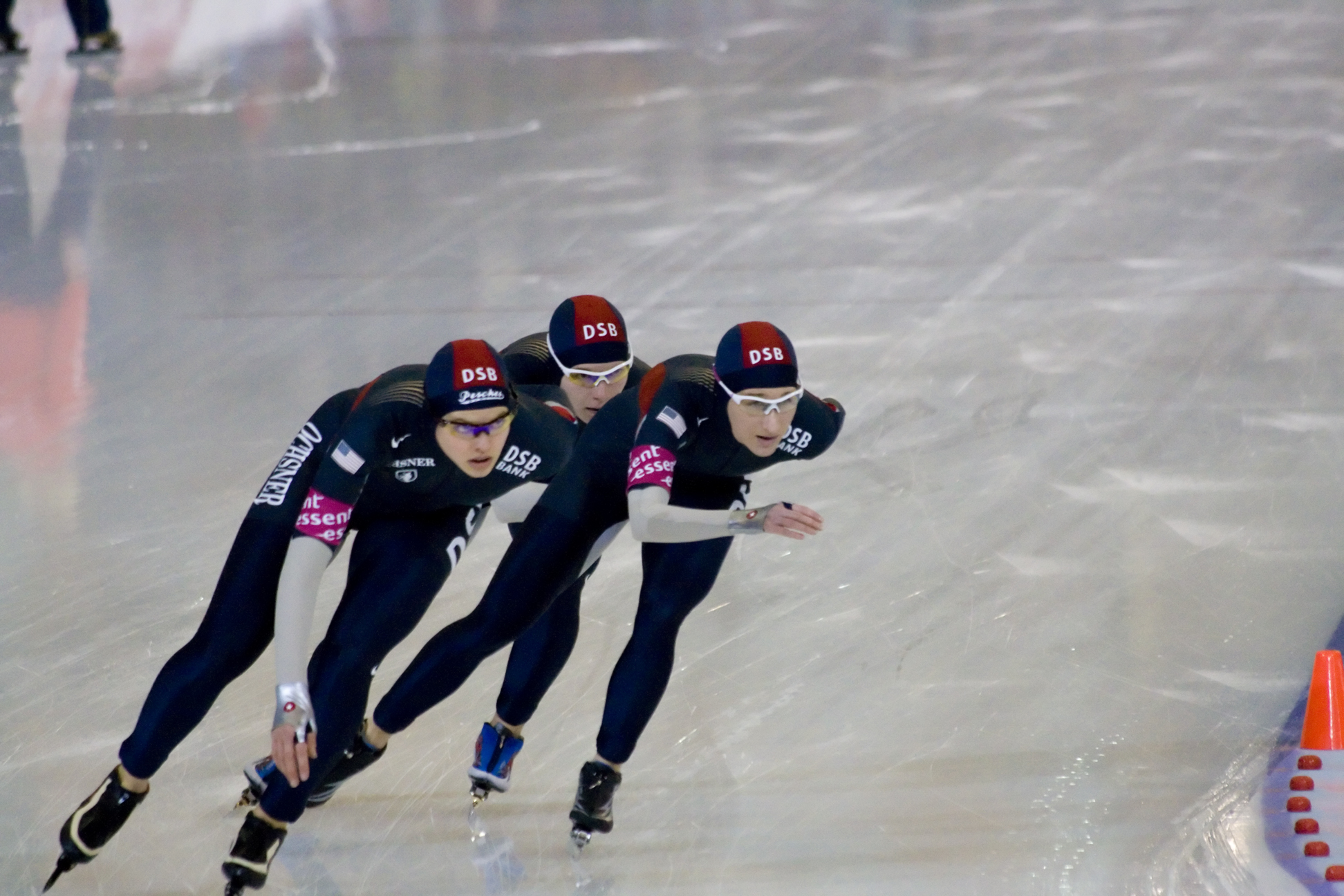
Raney-Norman (Mitte) bei der Weltmeisterschaft 2009

Catherine Raney-Norman (* 20. Juni 1980 in Nashville, Tennessee als Catherine Raney) ist eine US-amerikanische Eisschnellläuferin. Sie ist auf Mittel- und Langstrecken spezialisiert.
Catherine Raney-Norman debütierte Ende November 1997 beim Weltcup in Berlin. Erste größere Erfolge feierte sie fünf Jahre später mit vorderen Plätzen zumeist über die 3000-Meter-Strecke. Im Gesamtweltcup der Saison 2002/03 belegte sie mit einem fünften Platz ihren besten Rang in einer Endabrechnung.
Viermal konnte sie nationale Meistertitel gewinnen. Über 1500 Meter und 3000 Meter erreichte sie je einen Juniorenweltrekord. Bei den Juniorenweltmeisterschaften 1998 in Roseville gewann Raney-Norman Silber hinter Aki Tonoike.